# Headquake
Headquake è il secondo album del gruppo power metal italiano Eldritch.
Pubblicato nel 1997, è dedicato alla memoria di Luigi Tarantola, deceduto nel 1995.

## Tracce
1. Ghoulish Gift – 6:51
2. The Last Embrace – 6:41
3. Lord of an Empty Place – 5:28
4. Sometimes in Winter – 6:18
5. At the Restless Sea – 7:00
6. Salome's Dance – 5:27
7. Erase – 6:04
8. The Quest(ion) – 5:25
9. Clockwork Bed – 5:27
10. Dawn of the Dying – 6:33

## Formazione
- Terence Holler - voce
- Eugene Simone - chitarra, voce
- Oleg Smirnoff - sintetizzatore, piano
- Martin Kyhn - basso, voce
- Adriano Dal Canto - batteria

## Crediti
- Engineered - Luca Bechelli
- Mix- Luca Bechelli e ELDRITCH
- Masterizzato al Top Master, Parigi
- Artwork di Oleg Smirnoff